# Bahnstrecke Bremerhaven-Wulsdorf–Buchholz
| | |                                        |                                        |
| Streckennummer (DB): | 1300 |                                        |                                        |
| Kursbuchstrecke (DB): | 122 |                                        |                                        |
| Kursbuchstrecke: | 190b (Wesermünde (Wulsdorf) – Hesedorf 1934) 190d (Bremervörde – Buchholz (Kr Harb) 1934) 217b (Wesermünde (Wulsdorf) – Hesedorf 1946) 217d (Bremervörde – Buchholz (Kr Harb) 1946) |                                        |                                        |
| Streckenlänge: | 74,876 km |                                        |                                        |
| Spurweite: | 1435 mm (Normalspur) |                                        |                                        |
| Streckenklasse: | D4 (Bremerhaven–Hesedorf) C3 (Hesedorf–Harsefeld) |                                        |                                        |
| Minimaler Radius: | 190 m |                                        |                                        |
| Streckengeschwindigkeit: | 80 km/h |                                        |                                        |
| Zugbeeinflussung: | PZB |                                        |                                        |
| | |                                        |                                        |
| \| \| \| von Bremerhaven Hbf \| \| \| \| \| Anschluss Fischereihafen \| \| \| \| 0,000 \| Bremerhaven-Wulsdorf \| Bremerhaven-Wulsdorf \| \| \| \| nach Bremen \| \| \| \| 5,300 \| Apeler \| Apeler \| \| \| 7,520 \| Sellstedt \| Sellstedt \| \| \| \| Heidekultur \| \| \| \| 13,160 \| Wehdel \| Wehdel \| \| \| 16,800 \| Geestenseth \| Geestenseth \| \| \| 19,650 \| Frelsdorf \| Frelsdorf \| \| \| 24,460 \| Heinschenwalde \| Heinschenwalde \| \| \| 28,350 \| Oerel \| Oerel \| \| \| 29,300 \| Oerel \| Oerel \| \| \| 32,400 \| Glinde \| Glinde \| \| \| \| von Osterholz-Scharmbeck \| \| \| \| 35,387 \| Bremervörde BO/W20 (Bft) \| Bremervörde BO/W20 (Bft) \| \| \| 36,110 \| Bremervörde \| Bremervörde \| \| \| 36,970 \| nach Bremervörde Hafen \| nach Bremervörde Hafen \| \| \| 36,908 \| Oste \| Oste \| \| \| \| Bremervörde Ostebrücke (Bft) \| \| \| \| 37,003 \| nach Walsrode \| nach Walsrode \| \| \| 40,010 \| Hesedorf \| Hesedorf \| \| \| \| nach Stade \| \| \| \| 47,770 \| Kutenholz \| Kutenholz \| \| \| 52,580 \| Brest-Aspe \| Brest-Aspe \| \| \| 56,030 \| Bargstedt (Niedersachsen) \| Bargstedt (Niedersachsen) \| \| \| 56,850 \| Bargstedt \| Bargstedt \| \| \| \| Verbindung Strecke Buxtehude–Harsefeld \| \| \| \| 60,540 \| Harsefeld \| Harsefeld \| \| \| \| Verbindung Strecke Buxtehude–Harsefeld \| \| \| \| 60,996 \| nach Buxtehude (seit 1993) \| nach Buxtehude (seit 1993) \| \| \| 62,250 \| nach Buxtehude (seit 2004) \| nach Buxtehude (seit 2004) \| \| \| \| Harsefeld–Buxtehude (bis 2004) \| \| \| \| 69,760 \| Beckdorf \| Beckdorf \| \| \| 73,300 \| Rahmstorf \| Rahmstorf \| \| \| 74,650 \| Staersbeck-Moisburg \| Staersbeck-Moisburg \| \| \| 77,950 \| Hollenstedt \| Hollenstedt \| \| \| \| Este \| \| \| \| \| Bundesautobahn 1 \| \| \| \| \| Anschluss Werk Wenzendorf \| \| \| \| 83,050 \| Drestedt \| Drestedt \| \| \| \| Bundesstraße 75 \| \| \| \| 86,790 \| Trelde \| Trelde \| \| \| \| \| \| \| \| \| von Bremen \| \| \| \| \| von Walsrode \| \| \| \| \| \| \| \| \| 92,940 \| Buchholz (Nordheide) \| Buchholz (Nordheide) \| \| \| \| nach Lüneburg/Maschen Rbf \| \| \| \| \| von Hamburg \| \| \| \| \| \| \| \| Quellen: [1][2][3][4][5] \| \| \| \| | |                                        |                                        |
| Strecke | | von Bremerhaven Hbf                    | von Bremerhaven Hbf                    |
| Abzweig geradeaus und von rechts | | Anschluss Fischereihafen               | Anschluss Fischereihafen               |
| Bahnhof | 0,000 | Bremerhaven-Wulsdorf                   | Bremerhaven-Wulsdorf                   |
| Abzweig geradeaus und nach rechts | | nach Bremen                            | nach Bremen                            |
| ehemaliger Bahnhof | 5,300 | Apeler                                 | Apeler                                 |
| Haltepunkt / Haltestelle | 7,520 | Sellstedt                              | Sellstedt                              |
| ehemalige Blockstelle | | Heidekultur                            | Heidekultur                            |
| Haltepunkt / Haltestelle | 13,160 | Wehdel                                 | Wehdel                                 |
| Bahnhof | 16,800 | Geestenseth                            | Geestenseth                            |
| Haltepunkt / Haltestelle | 19,650 | Frelsdorf                              | Frelsdorf                              |
| Bahnhof | 24,460 | Heinschenwalde                         | Heinschenwalde                         |
| Haltepunkt / Haltestelle | 28,350 | Oerel                                  | Oerel                                  |
| Dienststation / Betriebs- oder Güterbahnhof | 29,300 | Oerel                                  | Oerel                                  |
| ehemaliger Haltepunkt / Haltestelle | 32,400 | Glinde                                 | Glinde                                 |
| Abzweig geradeaus und von rechts | | von Osterholz-Scharmbeck               | von Osterholz-Scharmbeck               |
| Blockstelle | 35,387 | Bremervörde BO/W20 (Bft)               | Bremervörde BO/W20 (Bft)               |
| Bahnhof | 36,110 | Bremervörde                            | Bremervörde                            |
| Abzweig geradeaus und ehemals nach links | 36,970 | nach Bremervörde Hafen                 | nach Bremervörde Hafen                 |
| Brücke über Wasserlauf | 36,908 | Oste                                   | Oste                                   |
| Blockstelle | | Bremervörde Ostebrücke (Bft)           | Bremervörde Ostebrücke (Bft)           |
| Abzweig geradeaus und nach rechts | 37,003 | nach Walsrode                          | nach Walsrode                          |
| Bahnhof | 40,010 | Hesedorf                               | Hesedorf                               |
| Abzweig geradeaus und nach links | | nach Stade                             | nach Stade                             |
| Bahnhof | 47,770 | Kutenholz                              | Kutenholz                              |
| Haltepunkt / Haltestelle | 52,580 | Brest-Aspe                             | Brest-Aspe                             |
| ehemaliger Bahnhof | 56,030 | Bargstedt (Niedersachsen)              | Bargstedt (Niedersachsen)              |
| Haltepunkt / Haltestelle | 56,850 | Bargstedt                              | Bargstedt                              |
| Abzweig geradeaus und ehemals nach rechts | | Verbindung Strecke Buxtehude–Harsefeld | Verbindung Strecke Buxtehude–Harsefeld |
| Bahnhof | 60,540 | Harsefeld                              | Harsefeld                              |
| Abzweig geradeaus und ehemals von rechts | | Verbindung Strecke Buxtehude–Harsefeld | Verbindung Strecke Buxtehude–Harsefeld |
| Abzweig geradeaus und nach rechts | 60,996 | nach Buxtehude (seit 1993)             | nach Buxtehude (seit 1993)             |
| Abzweig ehemals geradeaus und nach links | 62,250 | nach Buxtehude (seit 2004)             | nach Buxtehude (seit 2004)             |
| Kreuzung geradeaus unten (Strecken außer Betrieb) | | Harsefeld–Buxtehude (bis 2004)         | Harsefeld–Buxtehude (bis 2004)         |
| Bahnhof (Strecke außer Betrieb) | 69,760 | Beckdorf                               | Beckdorf                               |
| Bahnhof (Strecke außer Betrieb) | 73,300 | Rahmstorf                              | Rahmstorf                              |
| Bahnhof (Strecke außer Betrieb) | 74,650 | Staersbeck-Moisburg                    | Staersbeck-Moisburg                    |
| Bahnhof (Strecke außer Betrieb) | 77,950 | Hollenstedt                            | Hollenstedt                            |
| Brücke über Wasserlauf (Strecke außer Betrieb) | | Este                                   | Este                                   |
| Brücke (Strecke außer Betrieb) | | Bundesautobahn 1                       | Bundesautobahn 1                       |
| Abzweig geradeaus und nach links (Strecke außer Betrieb) | | Anschluss Werk Wenzendorf              | Anschluss Werk Wenzendorf              |
| Bahnhof (Strecke außer Betrieb) | 83,050 | Drestedt                               | Drestedt                               |
| Strecke mit Straßenbrücke (Strecke außer Betrieb) | | Bundesstraße 75                        | Bundesstraße 75                        |
| Bahnhof (Strecke außer Betrieb) | 86,790 | Trelde                                 | Trelde                                 |
| Verschwenkung von links (Strecke außer Betrieb) | |                                        |                                        |
| Kreuzung geradeaus oben (Strecke geradeaus außer Betrieb) · Strecke von rechts | | von Bremen                             | von Bremen                             |
| Kreuzung geradeaus oben (Strecke geradeaus außer Betrieb) · Abzweig geradeaus und von rechts | | von Walsrode                           | von Walsrode                           |
| Verschwenkung nach links (Strecke außer Betrieb) · Verschwenkung nach rechts | |                                        |                                        |
| Bahnhof | 92,940 | Buchholz (Nordheide)                   | Buchholz (Nordheide)                   |
| Abzweig geradeaus und nach rechts | | nach Lüneburg/Maschen Rbf              | nach Lüneburg/Maschen Rbf              |
| Strecke | | von Hamburg                            | von Hamburg                            |
| | |                                        |                                        |
| Quellen: | |                                        |                                        |

Die Bahnstrecke Bremerhaven-Wulsdorf–Buchholz ist eine Eisenbahnstrecke im Elbe-Weser-Dreieck im nördlichen Niedersachsen zwischen Bremerhaven-Wulsdorf und Buchholz (Nordheide).
Der Abschnitt zwischen Harsefeld und Buchholz wurde bis 2002 stillgelegt. Betreiber der Infrastruktur der verbliebenen Strecke zwischen Bremerhaven-Wulsdorf und Harsefeld sind die Eisenbahnen und Verkehrsbetriebe Elbe-Weser.

## Geschichte

### Errichtung und Betrieb bis zum Zweiten Weltkrieg
1895 wurde der Bau der Strecke genehmigt. Am 1. Oktober 1898 eröffneten die Preußischen Staatseisenbahnen den Streckenabschnitt Bremervörde–Hesedorf zusammen mit der Bahnstrecke Hesedorf–Stade. 1899 folgte der Abschnitt Wulsdorf–Bremervörde.
Die Preußischen Staatseisenbahnen begannen 1901 mit dem Bau zwischen Hesedorf und Buchholz und eröffneten diesen Abschnitt am 1. Februar 1902 für den Personen- und Güterverkehr. Die Empfangsgebäude wurden in Holzbauweise entsprechend denen der Strecke Hesedorf–Stade ausgeführt.
Die Strecke war bei den Preußischen Staatseisenbahnen der Direktion Hannover unterstellt. Mit der Gründung der Deutschen Reichsbahn wurde die Strecke von dieser übernommen und war in die Reichsbahndirektion Altona eingegliedert.

### Zweiter Weltkrieg und teilweiser Rückbau
Im Luftkrieg im Zweiten Weltkrieg wurden die Strecke durch Bombenabwürfe unterbrochen. Eine Unterbrechung zwischen Bargstedt und Harsefeld hielt bis zum Sommer 1952 an.
Nach Stilllegung des Streckenabschnitts Hollenstedt–Buchholz wurde dieser abgebaut, nach dem Bau der neuen Einführung in Harsefeld 2004 auch der Abschnitt ab Harsefeld nach Hollenstedt. Der Streckenabschnitt Harsefeld Richtung Beckdorf wurde teilweise umgebaut und als Teilstück der Buxtehuder Strecke verwendet. Dies verkürzte die Buxtehuder Strecke um rund 500 Meter.

### Eisenbahnen und Verkehrsbetriebe Elbe-Weser
1992 übernahmen die Eisenbahnen und Verkehrsbetriebe Elbe-Weser die Strecke von der Deutschen Bundesbahn.
Auf der Ostebrücke in Bremervörde bestand für Fahrzeuge mit Streckenklasse D zuletzt eine Langsamfahrstelle von 5 km/h. Ein Ersatzbauwerk wurde an der Stelle einer 1945 durch Sprengung zerstörten Brücke errichtet und 2017 in Betrieb genommen. Danach musste die andere Brücke aus Landschaftsschutzgründen rückgebaut werden.

### Zukunft
Der Verkehrsclub Deutschland schlug 2014 eine Reaktivierung der Strecke für den Seehafenhinterlandverkehr des Hafens von Bremerhaven als Alternative zur Y-Trasse und der Umgehung des überlasteten Bahnhofs Hamburg-Harburg vor. Der Hamburger Hafen solle über eine Neubaustrecke entlang der Bundesstraße 3 ab Trelde angebunden werden. Die Deutsche Bahn begrüßte den Vorschlag, während sich Landesvertreter eher skeptisch, dass diese Maßnahmen ausreichend seien, äußerten.
Im März 2021 gab das Bundesverkehrsministerium bekannt, dass der Abschnitt Bremerhaven–Bremervörde zusammen mit der Strecke Bremervörde–Rotenburg im Rahmen des Förderprogramms „Elektrische Güterbahn“ elektrifiziert werden soll.
Im dritten Gutachterentwurf des Deutschlandtakts ist ein zweigleisiger Ausbau zwischen Heidekultur und Wehdel unterstellt. Dafür sind, zum Preisstand von 2015, Investitionen von 29 Millionen Euro vorgesehen.

## Streckenverlauf

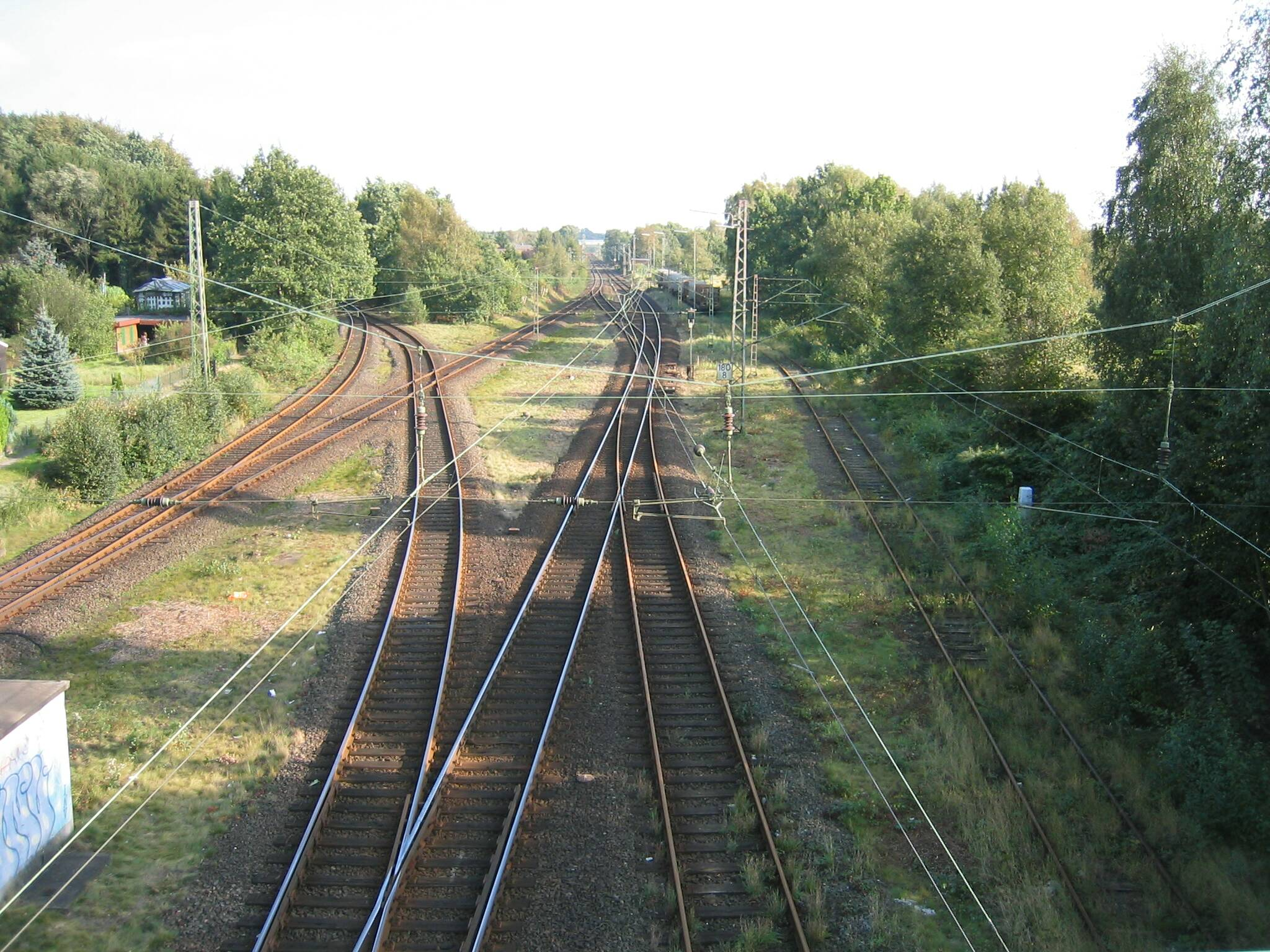
Anfang in Wulsdorf
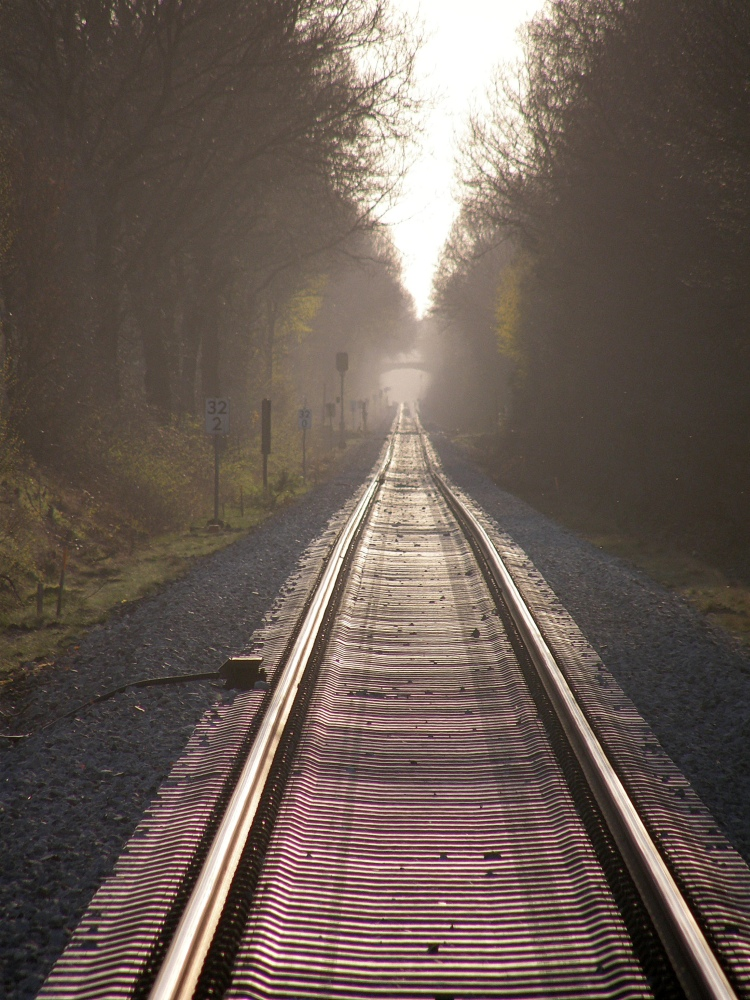
Zwischen Glinde und Oerel
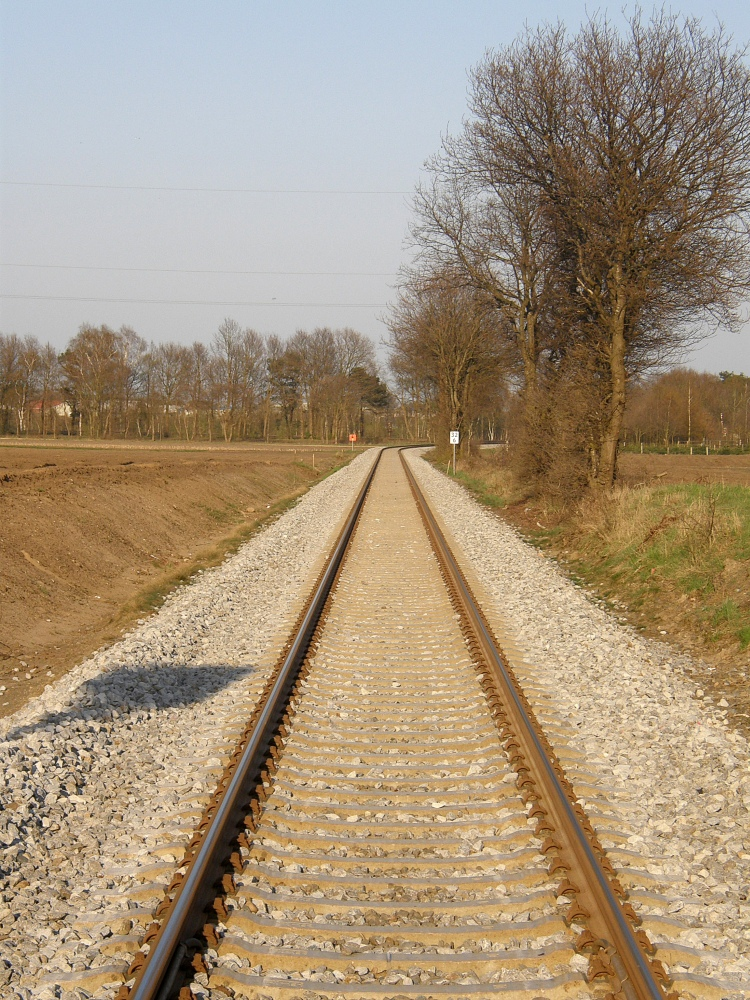
Zwischen Glinde und Bremervörde
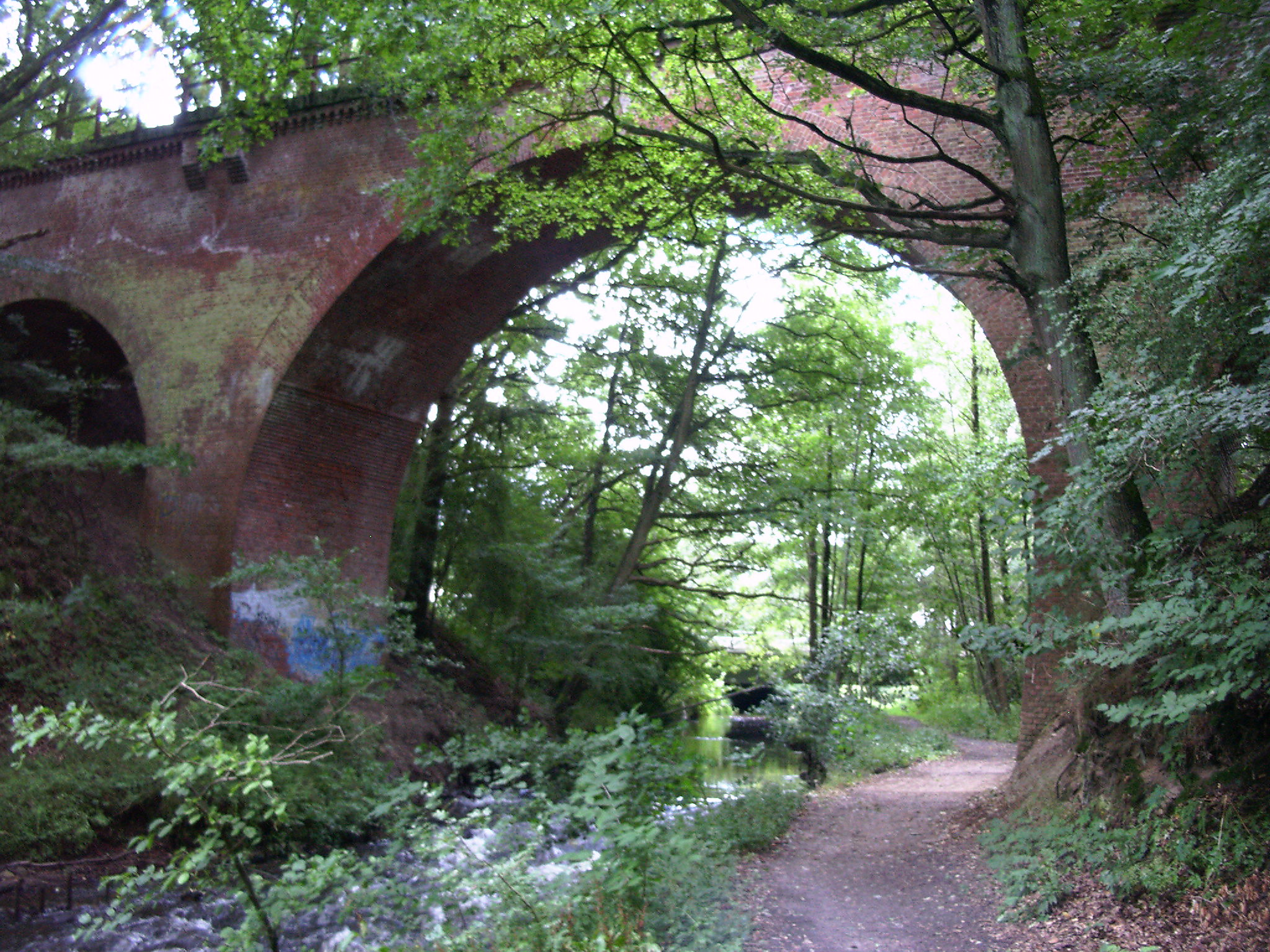
Este-Viadukt hinter Hollenstedt

## Verkehr und Fahrzeugeinsatz
Der Personenverkehr zwischen Hesedorf und Buchholz wurde bereits am 26. Mai 1968 eingestellt, der Güterverkehr nur zwischen Hollenstedt und Buchholz, weil eine neue Brücke über die neu elektrifizierte Bahnstrecke Hamburg–Bremen hätte gebaut werden müssen. Der Güterverkehr zwischen Hollenstedt und Beckdorf wurde 1980 eingestellt und zwischen Beckdorf und Harsefeld fuhr der letzte Rübenzug der DB am 20. August 1991. Im Jahr 1997, zwei Wochen vor dem Termin der betrieblichen Sperrung, befuhr ein letztes Mal eine Schienenbusgarnitur der Baureihe 798 die Strecke von Harsefeld bis Hollenstedt, teilweise aufgrund des sehr schlechten Zustandes in Schrittgeschwindigkeit. An dieser letzten Fahrt nahmen etwa 100 Eisenbahnfreunde teil. 2002 wurde die Strecke Harsefeld–Hollenstedt offiziell stillgelegt.
Als Ersatz für den Bahnverkehr wurde eine Buslinie Buchholz–Bremervörde eingerichtet, die am 1. November 1982 von der KVG Stade übernommen wurde (Linie 1870). Der Landkreis-überschreitende Verkehr wurde jedoch stark reduziert, bis schließlich nur noch der Abschnitt Buchholz–Hollenstedt im Landkreis Harburg übrigblieb.
Die Eisenbahnen und Verkehrsbetriebe Elbe-Weser stellten mit dem Beginn des Winterfahrplans am 26. September 1993 den auf die Bahnstrecke Hesedorf–Stade übergehenden Personenverkehr ein und führten die auf die Bahnstrecke Buxtehude–Harsefeld übergehende Linie Hamburg-Neugraben–Bremerhaven Hauptbahnhof ein, die zum Fahrplanjahr 2008 auf das Ende in Buxtehude gekürzt wurde. Diese Regionalbahn-Züge wurden 2014 als Linie RB 33 benannt. Die Züge verkehrten montags bis freitags im Stundentakt und am Wochenende im Zweistundentakt. Zum Fahrplanwechsel im Dezember 2017 die Linie auf einen täglichen Stundentakt verdichtet. Eingesetzt werden Dieseltriebzüge vom Typ LINT 41 und Wasserstofftriebzüge vom Typ iLint.